# Mystification amusante
 (juillet 2025).
Pour plus de détails, voir Fiche technique et Distribution.
Mystification amusante est un film muet français à trucs réalisé par Gaston Velle, produit par Pathé Frères, sorti en 1902.

## Fiche technique
- Titre : Mystification amusante
- Titre anglophone (Royaume-Uni) : The Amusing Hoax
- Réalisation : Gaston Velle.
- Photographie :
- Société de production : Pathé Frères
- Pays d'origine :  France
- Langue : français
- Métrage : 40 mètres
- Genre : Comédie, Film de fantasy, Film à trucs
- Format : Noir et blanc — 35 mm — 1,33:1 — Muet
- Durée : 1 minutes 20
- Numéro de catalogue Pathé : 700
- Dates de sortie : 
  -  France : 1902
  -  États-Unis : octobre 1904